# Academia de Música Gheorghe Dima
La Academia de Música Gheorghe Dima (en rumano: Academia de Muzică Gheorghe Dima) es una institución educativa en Cluj-Napoca, una localidad Rumania. Fundada en 1919, cuenta con varias secciones, incluyendo la musicología, pedagogía musical, canto, pedagogía coreográfrica, y la ópera. Alumnos notables incluyen a Christian Wilhelm Berger, Boldizsár Csiky, Tiberiu Olah, y Anita Hartig.

## Historia
Fue fundada en 1919 bajo la denominación Conservatorio de Música de Cluj. Su primer rector fue el compositor y director de orquesta Gheorghe Dima. El nombre de la institución fue cambiada, en el año 1931, a Academia de Música y Arte Dramático de Cluj. En 1949, después de la supresión de la Iglesia Rumanas Unidas con Roma, la sede central de la Academia de Música fue cambiada al de la Academia Teológica Unida de Cluj, sobre la calle del Rey núm. 25 (en el periodo comunista calle 23 de Agosto, actualmente I. C. Brătianu).
En 1950 la Academia fue renombrada como Conservatorio de Música, denominación que habría de tener hasta 1990. Desde ese año lleva el nombre de su primer rector, Gheorghe Dima. Cuenta con secciones de composición musical, pedagogía musical, musicología, dirección de orquesta y de coro, canto, pedagogía y dirección coreográfica, instrumentos y dirección de opera.